# Lakheszisz
Lakheszisz (görög betűkkel Λάχεσις) a görög mitológiában Zeusz és Ananké (más források szerint a rend istennőjének, Themisznek) a leánya.
A három sorsistennő, a Moirák egyike. Atroposz és Klóthó nevű nővéreivel hárman sodorták az élet és a sors fonalát. Az ókoriak gyakran úgy emlegették őket, mint akiknek nagyobb hatalmuk van az istenekétől is, hiszen az ő sorsuk is a három sorsistennő keze között fonódott.
Neve azt jelenti, Osztó, tehát ő mérte ki, kinek milyen hosszú életet szán. Amennyiben úgy döntött, egy személynek halhatatlanságot ad, szólt nővéreinek, és Klóthó állandóan fonta, Atroposz pedig soha nem metszette el a sorsa fonalát.